# Meibion Glyndŵr
Meibion Glyndŵr (del galés: Hijos de Glyndŵr) fue una organización nacionalista galesa violentamente opuesta a la pérdida de la cultura y lengua galesas. Se formaron en respuesta a la crisis inmobiliaria en Gales precipitada por la compra de un gran número de casas por parte de ingleses ricos para usarlas como casas de vacaciones, lo que hizo subir los precios de las viviendas más allá del alcance de muchos lugareños. Fueron responsables de incendiar al menos 228 propiedades inglesas en Gales desde 1979 hasta mediados de los años 1990, solamente arrestando a un sospechoso.

## Historia
El grupo saltó a la fama por primera vez en 1979 después del Referéndum de devolución de Gales de 1979. En la primera oleada de ataques, ocho casas de vacaciones de propiedad inglesa fueron destruidas en el espacio de un mes. En 1980, la policía galesa llevó a cabo una serie de ataques. de redadas en la Operación Tân ("fuego") en un esfuerzo por encontrar a los culpables. Como parte de la operación, el nacionalista y editor galés Robat Gruffudd y su esposa, Enid, fueron arrestados e interrogados.> La policía no pudo encontrar ninguna evidencia de la participación de los Gruffudd en el incendio y los liberó; también fueron compensados por su tiempo.
En los diez años siguientes, la campaña dañó unas 220 propiedades. Llegó a su punto máximo a finales de la década de 1980 con el ataque a las casas de los diputados del Partido Conservador con cartas bomba, sobre todo a David Hunt, Barón de Wirral, el entonces secretario gáles, que fue atacado en 1990.
La responsabilidad de las acciones fue reclamada por cuatro movimientos separados:
1. Mudiad Amddiffyn Cymru (el movimiento para defender Gales),
2. Cadwyr Cymru (los guardianes de Gales),
3. Meibion Glyndŵr (los hijos de Glyndŵr)
4. el Ejército Galés para la República de los Trabajadores (WAWR). De todos modos, Meibion Glyndŵr ha sido el único grupo que ha tenido alguna posibilidad de éxito a largo plazo , a pesar de que haya estado inactivo desde mediado de los noventa y de que la violencia nacionalista galesa haya cesado, por lo menos a nivel organizado.[6]

Una nueva investigación sobre los bombardeos postales condujo a la condena de Sion Aubrey Roberts en 1993. Roberts fue sentenciado a 12 años de prisión, pero fue liberado después de ocho años. El mantuvosu inocencia y ha expresado su simpatía por la causa de Meibion Glyndŵr. Elfyn Llwyd, miembro del parlamento perteneciente al partido Plaid Cymru especuló que el grupo fue una fachada del MI5.

### Actividad armada
- 1979-1994;  Meibion Glyndŵr realiza cerca de 220 incendios provocados, esto durante su campaña armada.[1][7]
- 18 de julio de 1980: Militantes galeses bombardearon la casa del secretario de Estado galés, Nicholas Edwards, en su casa de descanso en Abergavenny, Monmouthshire.[7][8]  El mismo día, el grupo atacó con una bomba incendiaria un Partido Conservador en Cardiff.[9]
- 26 de octubre de 1981: un dispositivo improvisado en una oficina de reclutamiento del ejército fue desactivado en Pontypridd, antes de una visita del Príncipe de Gales. Dos días después, las autoridades desactivaron otra bomba.[10][11] Dos días después, las autoridades desactivaron otra bomba.[12]
- 28 de junio de 1987; Extremistas galeses dejaron dos dispositivos improvisados en Abergele y Porthmadog.[13][14]
- 1988-89; Meibion Glyndŵr declaró que "todo colono blanco es un objetivo". El grupo también colocó bombas incendiarias en oficinas del Partido Conservador en Londres y en oficinas de agentes inmobiliarios en Londres,[15] Liverpool, Sutton Coldfield, Haverfordwest, Carmarthen y Llandeilo.[16][17][18]
- 18 de marzo de 1989; Se produjeron una serie de ataques incendiarios en Sutton Coldfield, Haverfordwest, Liverpool y Londres.[19][20][21][22]
- 22 de octubre de 1989; Un nuevo círculo de ataques incendiarios se centró esta vez en Londress viviendas de propiedad inglesa.[23][24][25]
- El poeta y sacerdote anglicano R. S. Thomas convoca una campaña para atacar viviendas de propiedad inglesa.
- 20 y 21 de junio de 1990: cuatro cartas bomba, dos enviadas al Secretario de Estado de Gales y al miembro del Parlamento por Pembroke en la Cámara de los Comunes (una de las cartas había sido levemente herida a una mujer), una al Secretario de Estado. para Gales, David Hunt, y el último para Nicholas Bennett, ambos desactivados.[26][27]

1993: Sion Aubrey Roberts, miembro de Meibion Glyndŵr, fue encarcelado durante doce años por enviar cartas bomba a políticos conservadores.